# Esplanade Roger-Joseph-Boscovich
L'esplanade Roger-Joseph-Boscovich est une voie située dans le 11e arrondissement de Paris, en France. C'est le site du marché Bastille, un des plus grands marchés de la ville.

## Situation et accès
Cette esplanade se trouve au centre du boulevard Richard-Lenoir, entre la place de la Bastille et la rue Daval.

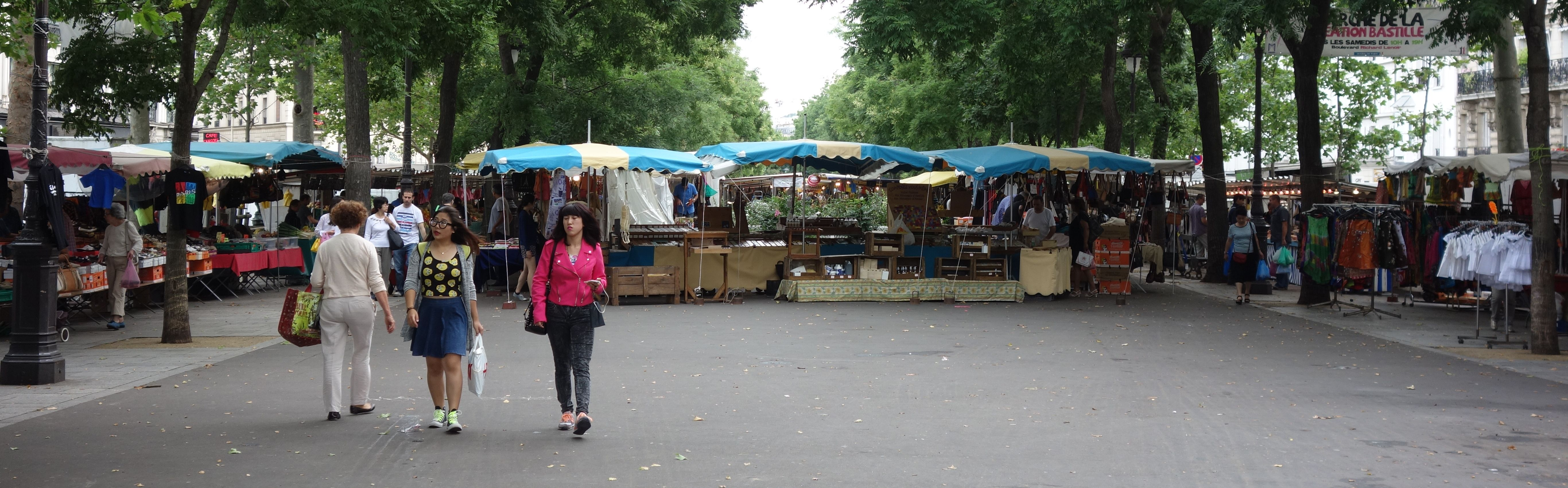
Autre vue de l'esplanade.
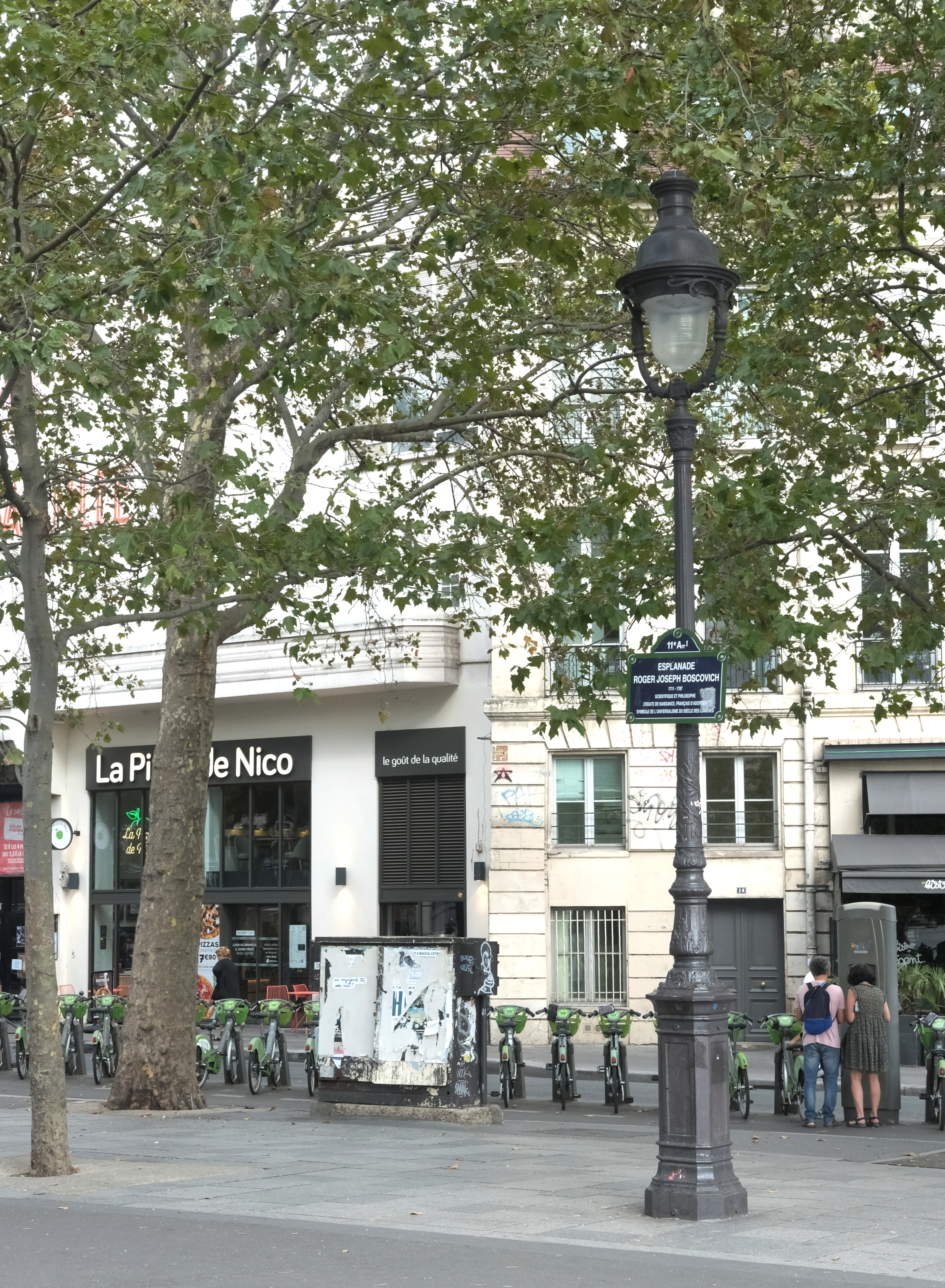
Poteau avec indication du nom de la voie.

## Origine du nom
L'esplanade porte le nom de Roger Joseph Boscovich, scientifique et philosophe du XVIIIe siècle.

## Historique
En 2013, la Ville de Paris a décidé d'attribuer la dénomination esplanade Roger Joseph Boscovich au terre-plein central du boulevard Richard-Lenoir.